# Alan Perlis
Alan Jay Perlis (Pittsburgh, 1 de abril de 1922 — New Haven, 7 de fevereiro de 1990) foi um cientista da computação estadunidense.
Foi o primeiro laureado com o Prêmio Turing, em 1966.
Em 1943 recebeu seu diploma de graduação em química pelo Carnegie Institute of Technology (atual Carnegie Mellon University). Durante a Segunda Guerra Mundial, em que serviu no exército norte-americano, começou seu interesse pela matemática. Pelo MIT, obtém o doutorado em matemática em 1949 e o Ph.D. também em matemática em 1950. Sua tese era intitulada "On integral equation, Their Solution by Iteration and analytic continuation (Sobre equações integrais, sua Solução pela iteração e continuação analitica)". 
De acordo com a citação, seu Prêmio Turing foi concedido pela sua influência na área de técnicas de programação avançada e construção de compiladores. Uma referência ao seu trabalho como membro da equipe que desenvolveu a linguagem de programação ALGOL.
Foi o primeiro diretor do Departamento de Ciência da Computação da Carnegie Mellon University.
Em 1982 escreveu um artigo, Epigrams on Programming (Epigramas em Programação), para a publicação da ACM SIGPLAN, descrevendo em máximas de uma só sentença muito do que aprendeu em programação em sua carreira. Estas máximas são largamente citadas. 